# Glör (Volme)
Die Glör  ist ein knapp sieben Kilometer langer kleiner Talauebach des Grundgebirges im Märkischen Oberland, der auf dem Gebiet der Kleinstädte Halver und Breckerfeld sowie der Gemeinde Schalksmühle verläuft. Sie ist ein  südsüdwestlicher und orografisch linker Zufluss der Volme im nordrhein-westfälischen Märkischen Kreis.

## Name
Der Fluss wurde nach der Ortschaft Glörfeld benannt, welcher 1476 als Glodervelden erstmals urkundlich erwähnt wird. Dieser Name leitet sich wahrscheinlich vom germanischen Wort *glodi- für 'Glut' ab.

## Geographie

### Verlauf
Die Glör entspringt am Südostrand der Halverer Hofschaft Rothenbruch auf einer Höhe von etwa 398 m ü. NHN in einer Wiese am Nordrand eines kleinen Waldes aus der gleichnamigen Quelle.
Sie läuft zunächst nordwärts am westlichen Fuße des Wacholderkopfs durch Waldgelände und speist danach einen kleinen Teich. Etwas nördlich davon trieb sie früher die Schöneberger Mühle. Kurz danach ist sie zu einem zweiten Teich aufgestaut, an dem auf der rechten Seite ein Jugendfreizeitheim liegt. Die Glör fließt nun in Richtung Nordosten zwischen der Hofschaft Magdheide auf ihrer linken Seite und der Hofschaft Heerenfelde durch Wiesen und wird dann von links durch die Sparmecke gestärkt. Die Glör zieht danach am Westrand eines Nadelwaldes nach Norden, fast auf der Gemeindegrenze von Halver zu Schalksmühle. Etwa einen halben Kilometer bachabwärts setzte sie früher die Räder der nördlich eines Teiches stehenden Knochenmühle in Bewegung. Nicht weit davon liegt im Westen das Dorf Glörfeld. Sie zieht nun weiterhin nordwärts durch Wälder und Weiden etwa einen halben Kilometer westlich an dem Schalksmühler Ortsteil Rotthausen vorbei und wird dabei auf ihrer linken Seite von kleinen namenlosen  Waldbächen gespeist. Bei der Flur In der Lehmkuhle wechselt sie ihre Laufrichtung nach Westen und fließt rund 250 Meter später in den Stausee der Glörtalsperre ein. Knapp einen halben Kilometer westlich davon mündet der aus dem Südwesten kommende Logrötker Bach gleichfalls in den Stausee.
Nach knapp einen Kilometer auf der Seeachse verlässt die Glör etwa einen halben Kilometer westlich des größten Schalksmühler Ortsteils Reeswinkel wieder den See und fließt dann in Richtung Nordnordwesten zwischen der Flur Im Schornstein der Gemeinde Breckerfeld auf der linken Seite und der Flur Botterkopf der Gemeinde Schalksmühle auf der rechten durch Nadelwald auf der Gemeindegrenze, die zugleich Kreisgrenze zwischen dem Ennepe-Ruhr-Kreis und dem Märkischen Kreis ist. Sie wird ab dort von der Glörstraße bis zu ihrer Mündung begleitet. Kurz bevor die Glör den gleichnamigen Ortsteil von Schalksmühle erreicht, fließt ihr auf der linken Seite die aus dem Westsüdwesten vom Breckerfelder Ortsteil Ehringhausen und vom ebenfalls zu Breckerfeld gehörenden Weiler Loh herkommende  Deutmecke zu. Etwas nordöstlich davon stößt die Glörstraße auf die Kreisstraße 10 (Dahlerbrücker Straße). Ab dort übernimmt die K 10 den Namen Glörstraße. Die Glör entfernt sich nun von der Kreisgrenze und fließt dann durch die sich aus einem Wohnplatz zu einer Straßensiedlung entwickelten Ortschaft. Dort nimmt sie von links den aus dem Nordnordosten heranfließenden Rötchesbach und gut 300 m bachabwärts auf der gleichen Seite die von dem gleichnamigen Breckenfelder Hof im Norden herkommende Hüsmecke auf. Am Südwestrand des Schalksmühler Ortsteils Dahlerbrück wird sie diesmal von rechts durch den Reeswinkeler Bach verstärkt.
Die Glör mündet schließlich auf einer Höhe von circa 202 m ü. NHN am Südrand von Dahlerbrück unter der Mühlwegbrücke von links in die zuletzt aus dem Süden heranziehende Volme. Ihr 6,79 km langer Lauf endet ungefähr 196 Höhenmeter unterhalb ihrer Quelle, sie hat somit ein mittleres Sohlgefälle von etwa 29 ‰.

### Einzugsgebiet
Das 10,607 km² große Einzugsgebiet der Glör liegt im Märkischen Oberland  und wird durch sie über die Volme, die Ruhr und den Rhein zur Nordsee entwässert.
Es grenzt
- im Nordosten an das Einzugsgebiet der Volme;
- im Osten an das der Hälver, die in die Volme mündet;
- im Südosten an das des Schlechtenbachs, der über die Bräumke in die Hälver entwässert;
- im Süden an das des Löhbachs, der über die Ennepe in die Volme entwässert;
- im Südwesten an das des Rehbrauckbachs, der in die Ennepe mündet;
- im Westen an die Einzugsgebiete der beiden Ennepe-Zuflüsse Bosseler Bach und Hosterbach und
- im Norden an das Einzugsgebiet des Sauren Epscheider Bachs, der über den Epscheider Bach in die Volme entwässert.

Der südöstliche Bereich des Einzugsgebiets wird von landwirtschaftlichen Nutzflächen dominiert und der nordwestliche Teil ist überwiegend bewaldet. Geologisch wird das Einzugsgebiet von den Ton-, Schluff- und Sandgesteinen des Mitteldevon geprägt, über die sich Braunerde und in den Auen Gley abgelagert hat.

### Zuflüsse
Reihenfolge von der Quelle zur Mündung mit Angaben der Länge in Kilometer (km), der Größe des Einzugsbiets in Quadratkilometer (km²)  und des mittleren Abflusses (MQ) in Liter pro Sekunde (l/s), Die Daten erfolgen nach dem Fachinformationssystem ELWAS des Ministeriums für Umwelt, Naturschutz und Verkehr NRW (Hinweise).
- Sparmecke (links), 0,6 km[6]
- Logrötker Bach (links), 1,4 km, 1,08 km², 26,27 l/s
- Deutmecke[7] (GKZ 27687292) (links), 1,1 km, 0,85 km², 20,43 l/s
- Rötchesbach[8] (links), 0,6 km[6]
- Hüsmecke (links), 0,6 km[6]
- Reeswinkeler Bach (rechts), 1,2 km[6]

### Glörtalsperre
Die Glörtalsperre ist eine kleine Talsperre auf der Grenze des Ennepe-Ruhr-Kreises und des Märkischen Kreises. Die Wasserfläche verteilt sich zu etwa gleichen Teilen auf die Städte und Gemeinden Breckerfeld, Schalksmühle und Halver.